# Nizar Al-Rashdan
Nizar Mahmoud Ahmed Al-Rashdan (arab. نزار محمود أحمد الرشدان; ur. 23 marca 1999 w Irbidzie) – jordański piłkarz grający na pozycji pomocnika w klubie Al-Faisaly Amman oraz reprezentacji Jordanii, Srebrny medalista Pucharu Azji 2023.
W swojej karierze występował także w Al-Hussein Irbid, irackim Newroz SC oraz Emirates Club. W drużynie narodowej 4 września 2021 w meczu z Haiti. Znalazł się w kadrze Jordanii na Puchar Azji 2023. Zdobył tam gola w meczu z Irakiem, a jego zespół zajął historyczne drugie miejsce.